# Stonewall, Manitoba
Stonewall är en ort i Kanada.   Den ligger i provinsen Manitoba, i den sydöstra delen av landet, 1 700 km väster om huvudstaden Ottawa. Stonewall ligger 256 meter över havet och antalet invånare är 4 177.
Terrängen runt Stonewall är mycket platt. Runt Stonewall är det mycket glesbefolkat, med 4 invånare per kvadratkilometer.. Det finns inga andra samhällen i närheten.
Trakten runt Stonewall består till största delen av jordbruksmark.